# 6133 Royaldutchastro
6133 Royaldutchastro è un asteroide della fascia principale. Scoperto nel 1990, presenta un'orbita caratterizzata da un semiasse maggiore pari a 2,4728569 UA e da un'eccentricità di 0,1792323, inclinata di 2,59071° rispetto all'eclittica.